# Chemical Society Reviews
Chemical Society Reviews (nach ISO 4-Standard in Literaturzitaten mit Chem. Soc. Rev. abgekürzt) ist eine zweiwöchentlich erscheinende wissenschaftliche Peer-Review Fachzeitschrift, die von der britischen Royal Society of Chemistry herausgegeben wird. Die Erstausgabe erschien im Jahr 1972. Es werden Übersichtsartikel (Reviews) aus allen Bereichen der Chemie veröffentlicht.
Chefredakteur ist seit März 2025 der britische Chemiker Duncan Graham von der University of Strathclyde in Glasgow.